# Chuyến bay 203 của Avianca
Chuyến bay 203 của Avianca là chuyến bay chở khách nội địa Colombia của Avianca từ sân bay quốc tế El Dorado ở Bogotá đến sân bay quốc tế Alfonso Bonilla Aragón ở Cali, Colombia, đã bị nổ tung và phá hủy bởi một quả bom trên bầu trời thành phố Soacha vào ngày 27 tháng 11 năm 1989. Toàn bộ 107 người trên máy bay cùng với 3 người trên mặt đất đã thiệt mạng. Vụ đánh bom đã được tiến hành bởi Medellín Cartel, một băng đảng ma tuý lớn ở Colombia.

## Máy bay và phi hành đoàn
Chiếc máy bay khai thác chuyến bay này là Boeing 727-21 có đăng ký là HK-1803. Nó được sản xuất vào năm 1966 và được giao mới cho Pan Am vào ngày 19 tháng 5 cùng năm đó. Avianca đã mua lại máy bay này vào tháng 11 năm 1975 và đăng ký lại là HK-1803.
Cơ trưởng là José Ignacio Ossa Aristizábal, cơ phó là Fernando Pizarro Esguerra, và kỹ sư bay là Luis Jairo Castiblanco Vargas. Có 3 tiếp viên hàng không trên máy bay.

## Chuyến bay
Chuyến bay 203 cất cánh theo lịch trình lúc 07 giờ 13 phút. 5 phút sau khi cất cánh, khi máy bay đạt đến tốc độ 794 km/giờ (429 hải lý) và độ cao 13.000 feet (4.000 mét), một khối thuốc nổ đã phát nổ, khiến hơi nhiên liệu bên trong bình nhiên liệu trung tâm đang rỗng bốc cháy. Những người chứng kiến trên mặt đất cho biết đã nhìn thấy ngọn lửa bùng lên từ phía bên phải thân máy bay . Vụ nổ thứ hai xé toạc máy bay thành từng mảnh; phần mũi tách khỏi phần đuôi, phần đuôi bốc cháy. Các mảnh vỡ nằm rải rác trong bán kính 5 km (3 dặm) xung quanh thị trấn Soacha. Toàn bộ 107 người trên máy bay thiệt mạng, cùng với 3 người trên mặt đất bị mảnh vỡ rơi trúng.